# Feketeszárnyú bagolypille
A feketeszárnyú bagolypille vagy feketés földibagoly (Euxoa nigricans)  a rovarok (Insecta) osztályának a lepkék (Lepidoptera) rendjéhez, ezen belül a bagolylepkefélék (Noctuidae) családjához tartozó faj.

## Elterjedése
A mérsékelt övi Európában, Ázsiában, valamint Észak-Afrikában a hegyekben elterjedt. Kedveli a száraz lejtőket, legelőket, kaszálókat, lejtőket. A művelt területek (kertek, falvak,  szőlőültetvények) kártevője. Hiányzik a sarki területeken (Izland) és a földközi-tengeri szigeteken (Baleár-szigetek, Málta, görög szigetek, Kréta, Ciprus) és az Azori-szigetek, Madeira, Kanári-szigetek területéről.

## Megjelenése
A lepke szárnyfesztávolsága 30–40 mm. A fej, tor és az első szárnya vörösesbarna, sötét vörösesbarna, barna, fekete vagy majdnem fekete alapszínű szokott lenni. A hátsó szárnyai világosbarnák, a szegély sötétebb, a közepe felé fehéres. A nőstények sötétebbek, mint a hímek.
Hernyói szürkészöld színűek. Hátukon egy világos, zöldes középvonal található, pontszerű szemölcsök által díszitett fehéres sörtével. A hernyó feje és pronotuma (előtor háta) barna színű.

## Életmódja
Évente egy nemzedéket képeznek, melyek június végétől szeptember végéig rajzanak.
A hernyók különböző termesztett növényekkel, fűfélék gyökereivel táplálkoznak, súlyos károkat képesek okozni.

## Fordítás
Ez a szócikk részben vagy egészben  a   Schwarze Erdeule című német Wikipédia-szócikk fordításán alapul.  Az eredeti cikk szerkesztőit annak laptörténete sorolja fel. Ez a jelzés csupán a megfogalmazás eredetét és a szerzői jogokat jelzi, nem szolgál a cikkben szereplő információk forrásmegjelöléseként.